# 華沙站 (聖彼得堡)

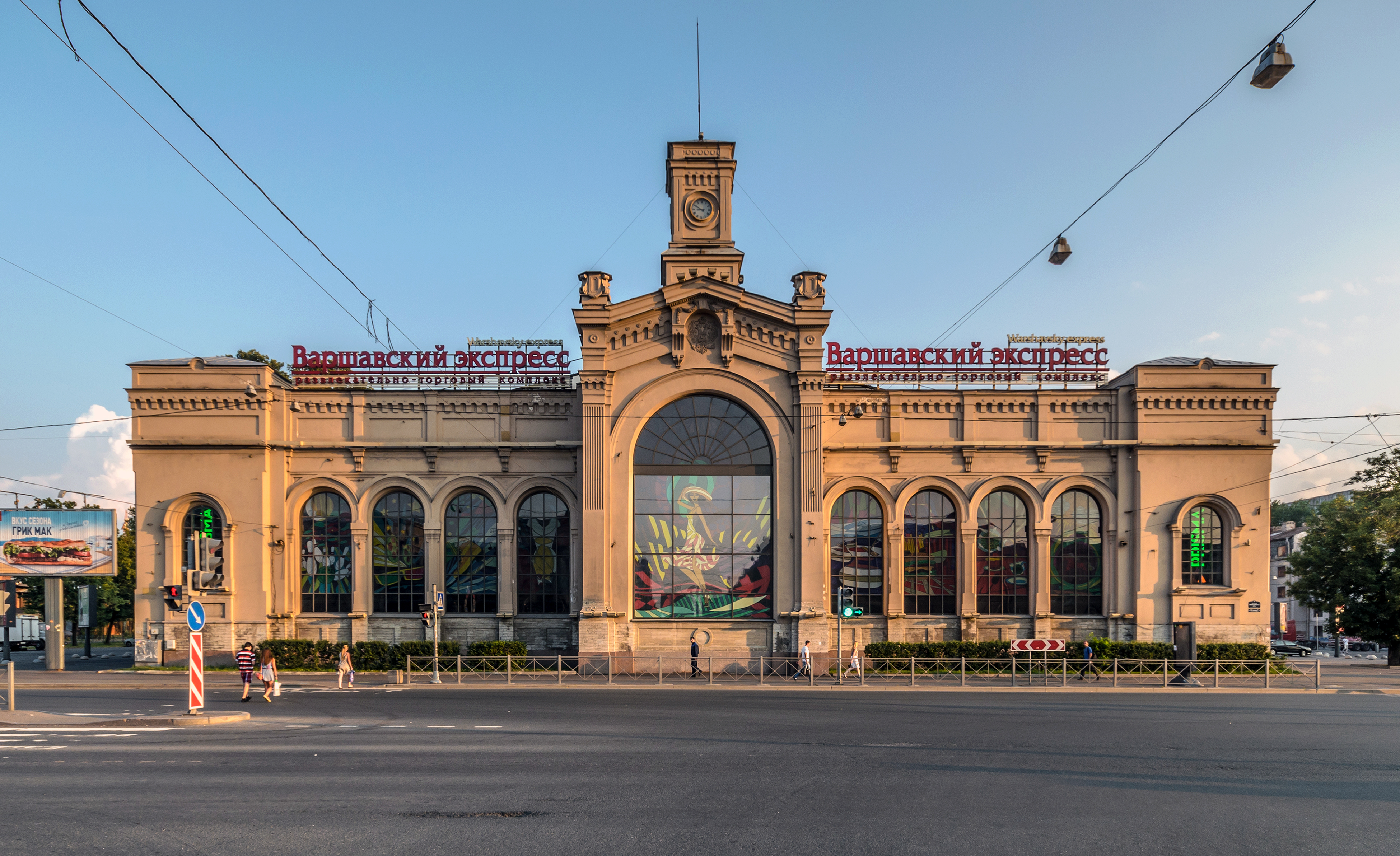
车站建筑正面

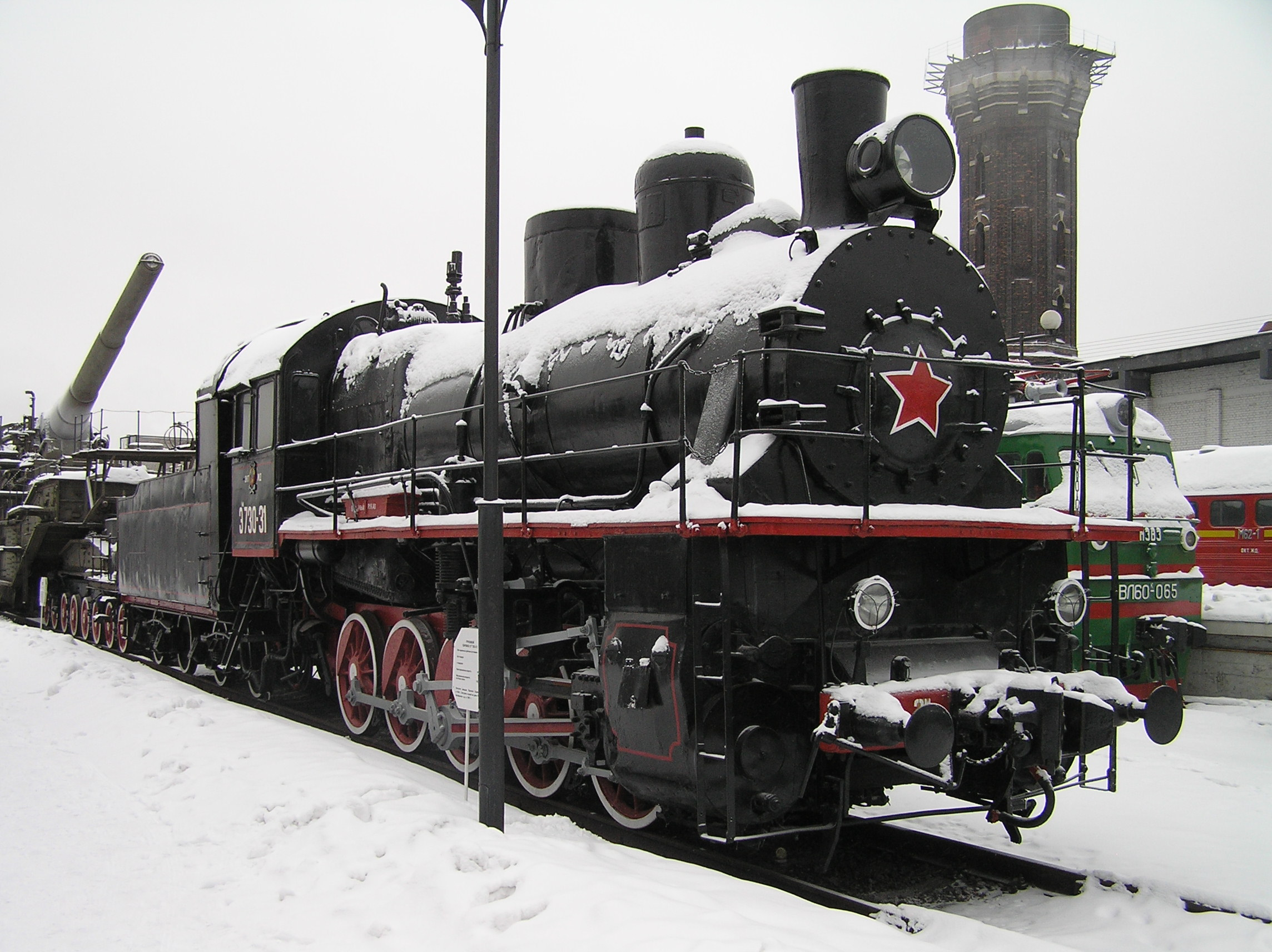
Em 730 31 0-10-0

華沙站（羅馬化：Varshavsky vokzal），又名瓦尔沙夫斯基車站，是俄罗斯圣彼得堡的一个旧火车客运站，现在已成为铁路车辆博物馆。

## 历史
该火车站始建于1851年，完工于1858年，该铁路连接了圣彼得堡与沙皇属地加特契纳，1859年铁路延伸到普斯科夫州，1862年铁路延伸到了华沙——当时是俄罗斯帝国的一部分。一条支线延伸到普鲁士帝国边界城市维巴利斯（现在立陶宛）， 圣彼得堡 由此得以与欧洲的首都相连。
车站建筑由Piotr Salmanovich设计，糅合了多种传统建筑风格。工程在1857-1860年间实施。1908年，车站前修建了一个教堂，但不久被拆除。1949年，一座出自雕塑家尼古拉·托姆斯基之手列宁的雕像取而代之。
2001年，火车站退出营运。长途铁路服务转移到维捷布斯克站，通勤铁路服务转移到波羅的海站，列宁雕像也消失了。华沙快运公司于2005年进驻车站建筑。该纪念馆轨道上保留了80台蒸汽、电力和内燃机车。

## 展品照片

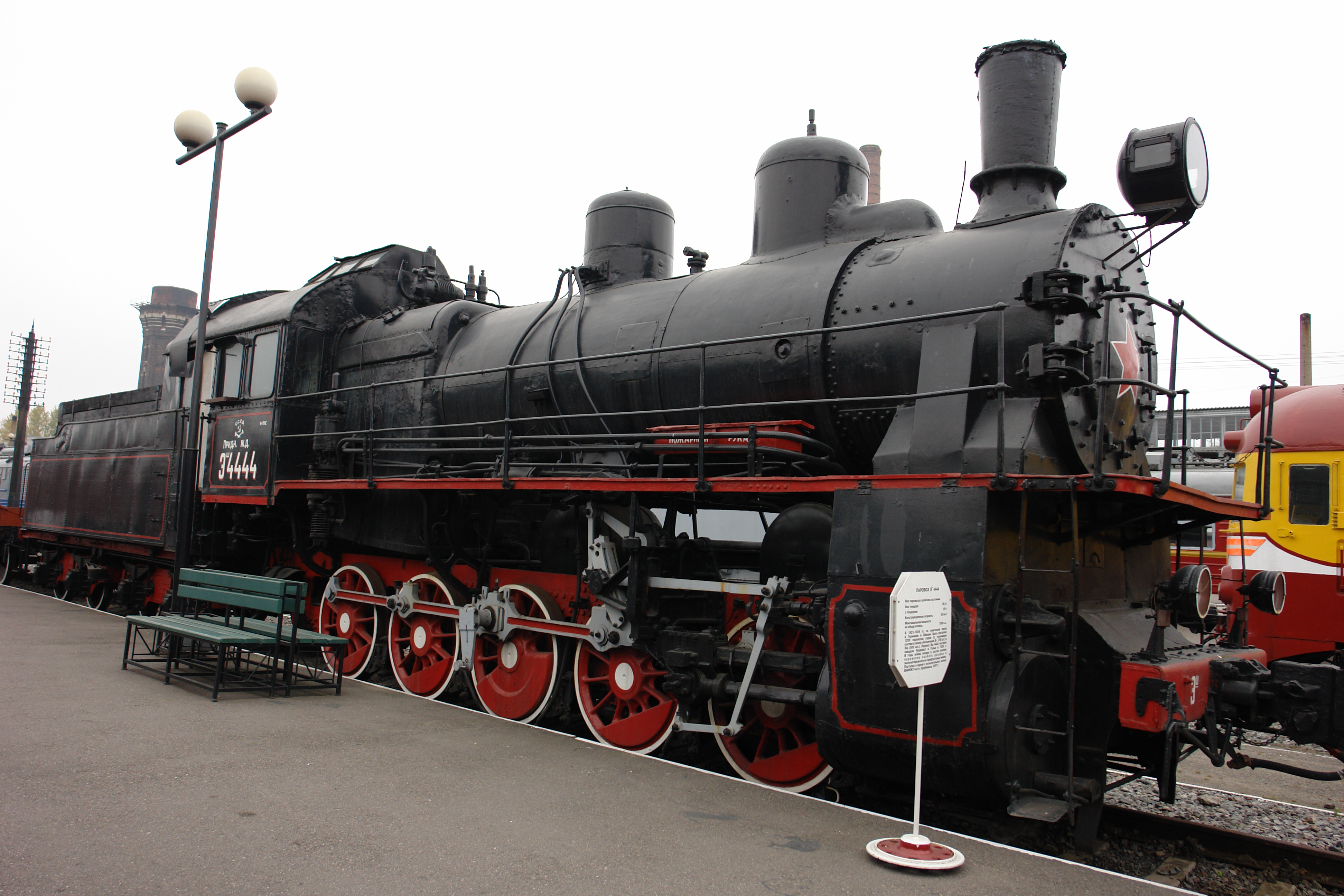
Esh 4444 0-10-0
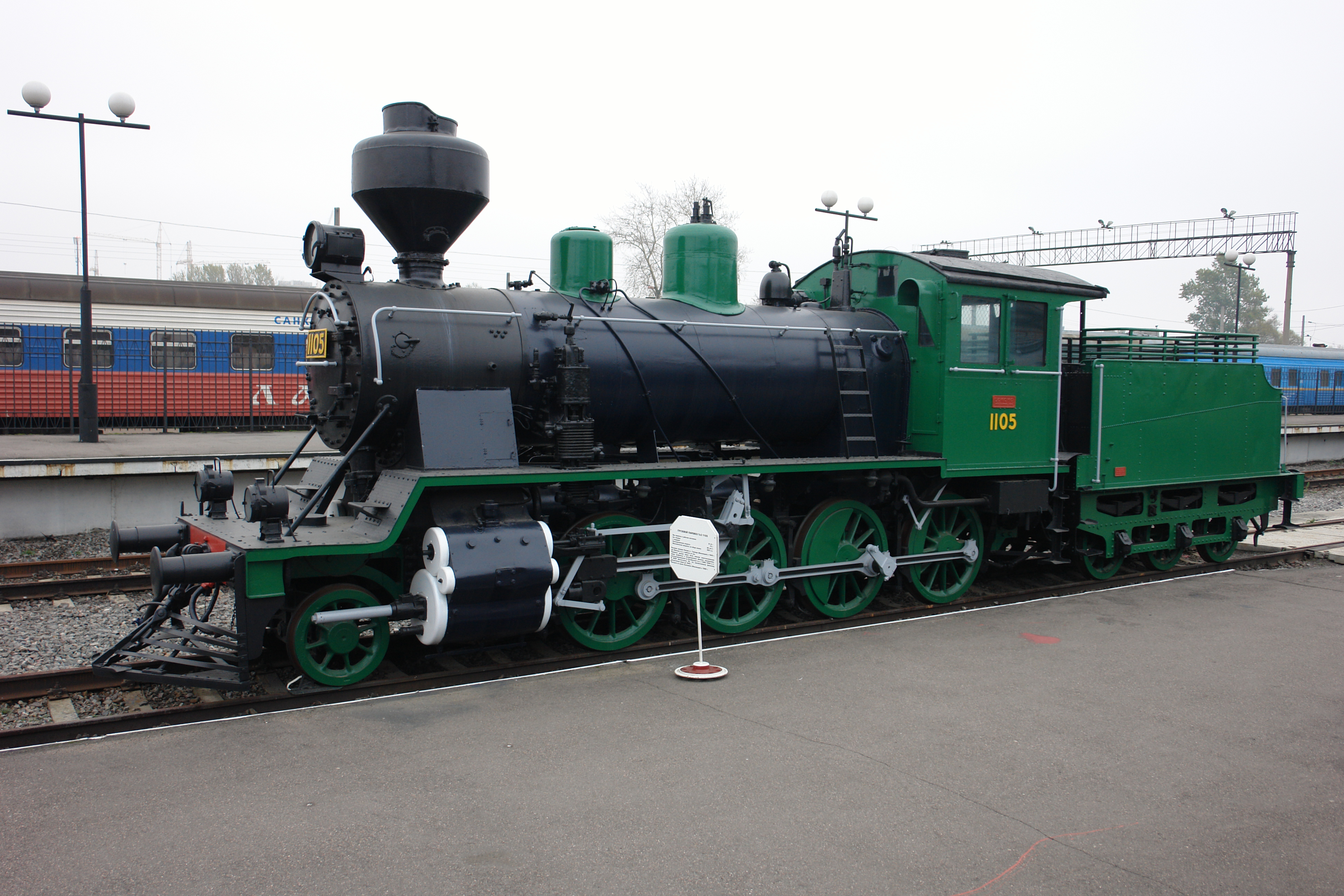
VR Class Tk3 1105 2-8-0
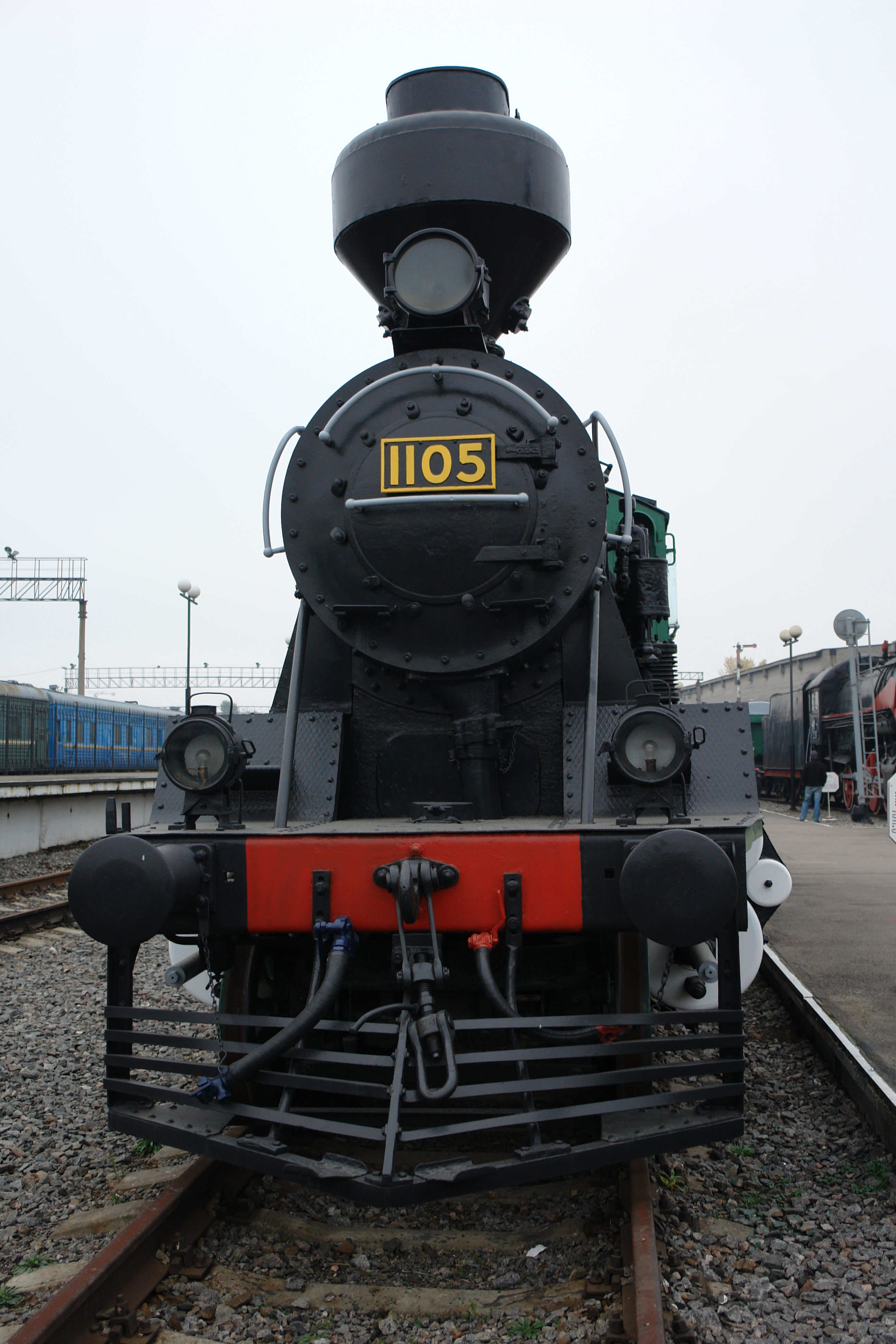
VR Class Tk3 1105 2-8-0
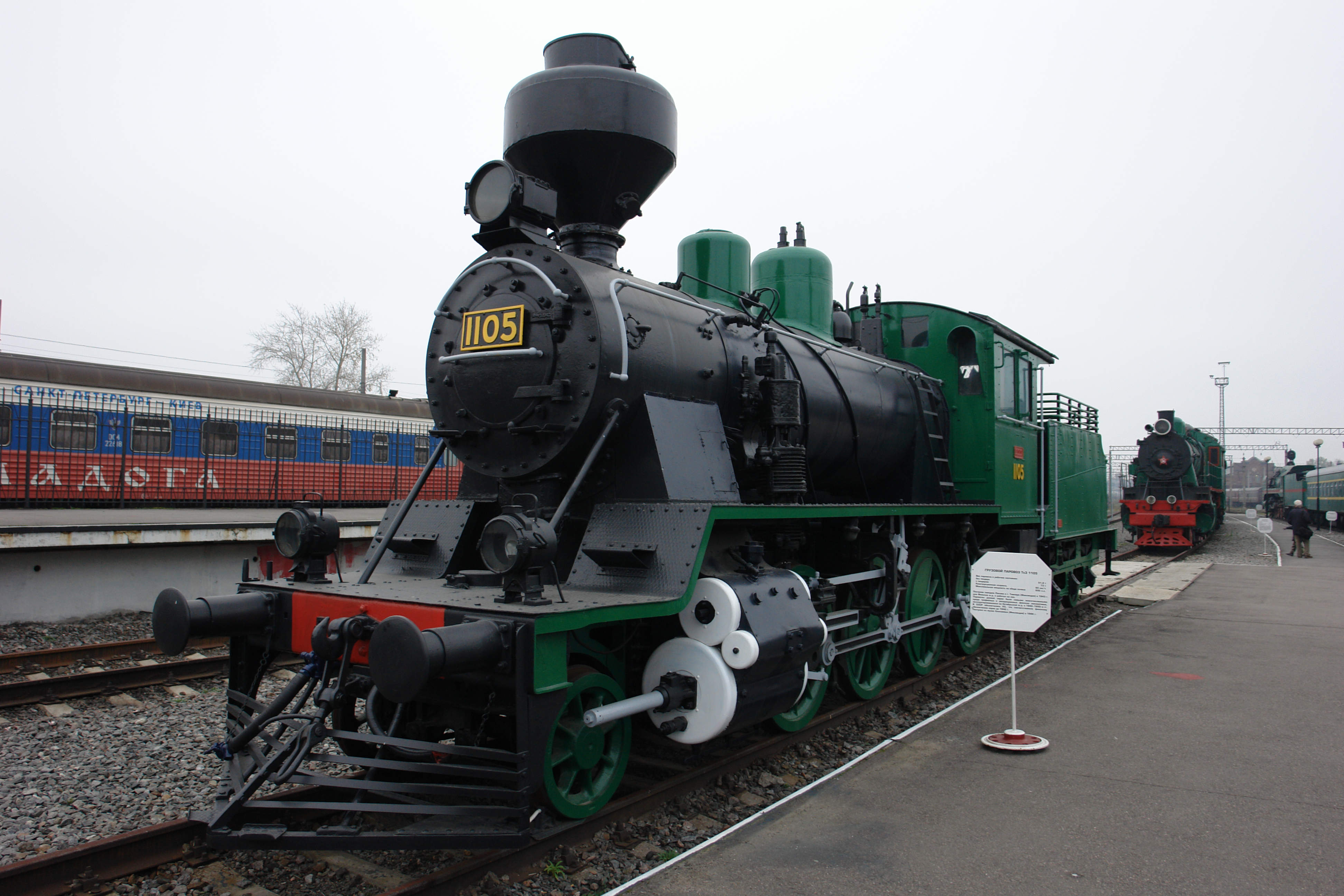
VR Class Tk3 1105 2-8-0
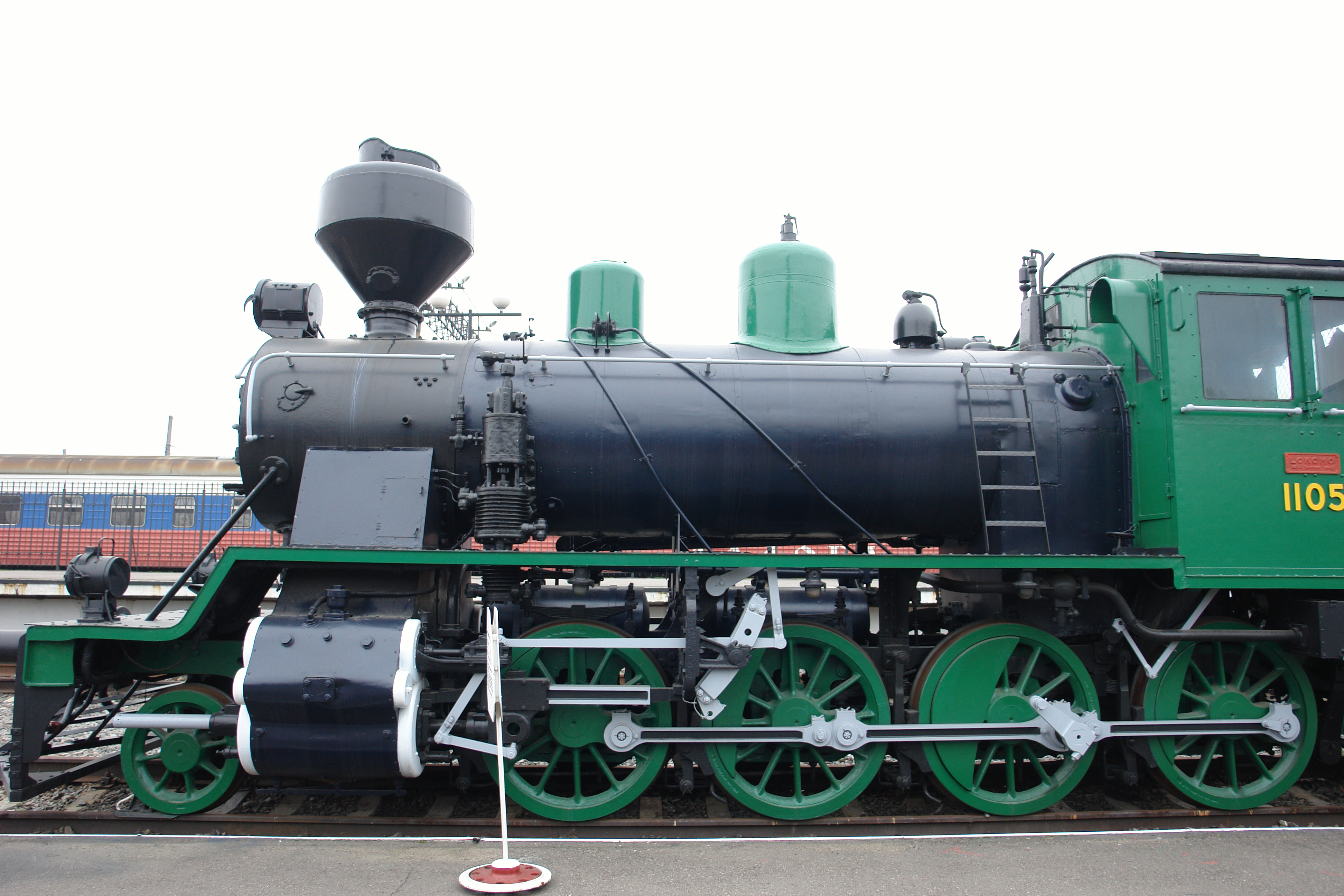
VR Class Tk3 1105 2-8-0
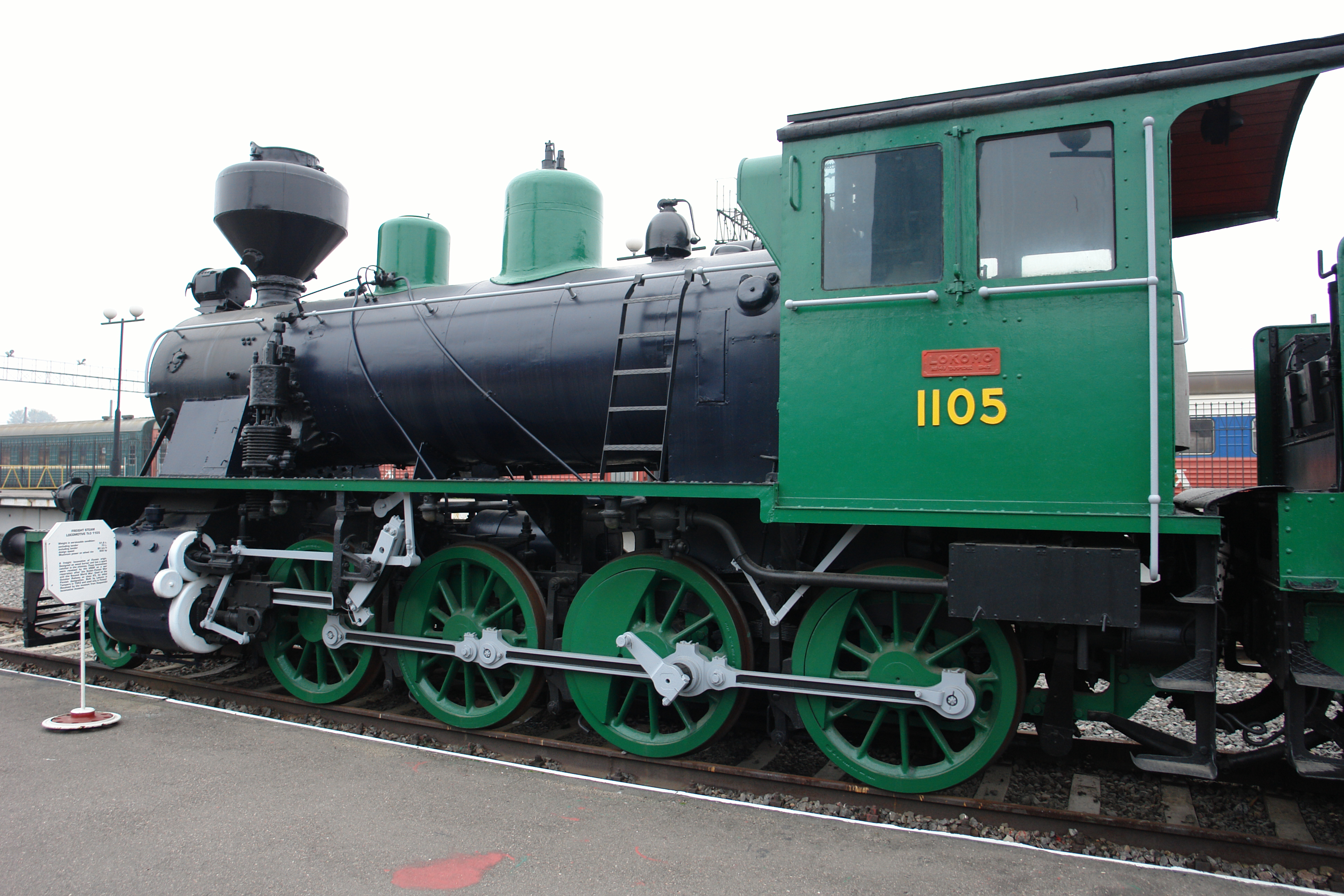
VR Class Tk3 1105 2-8-0
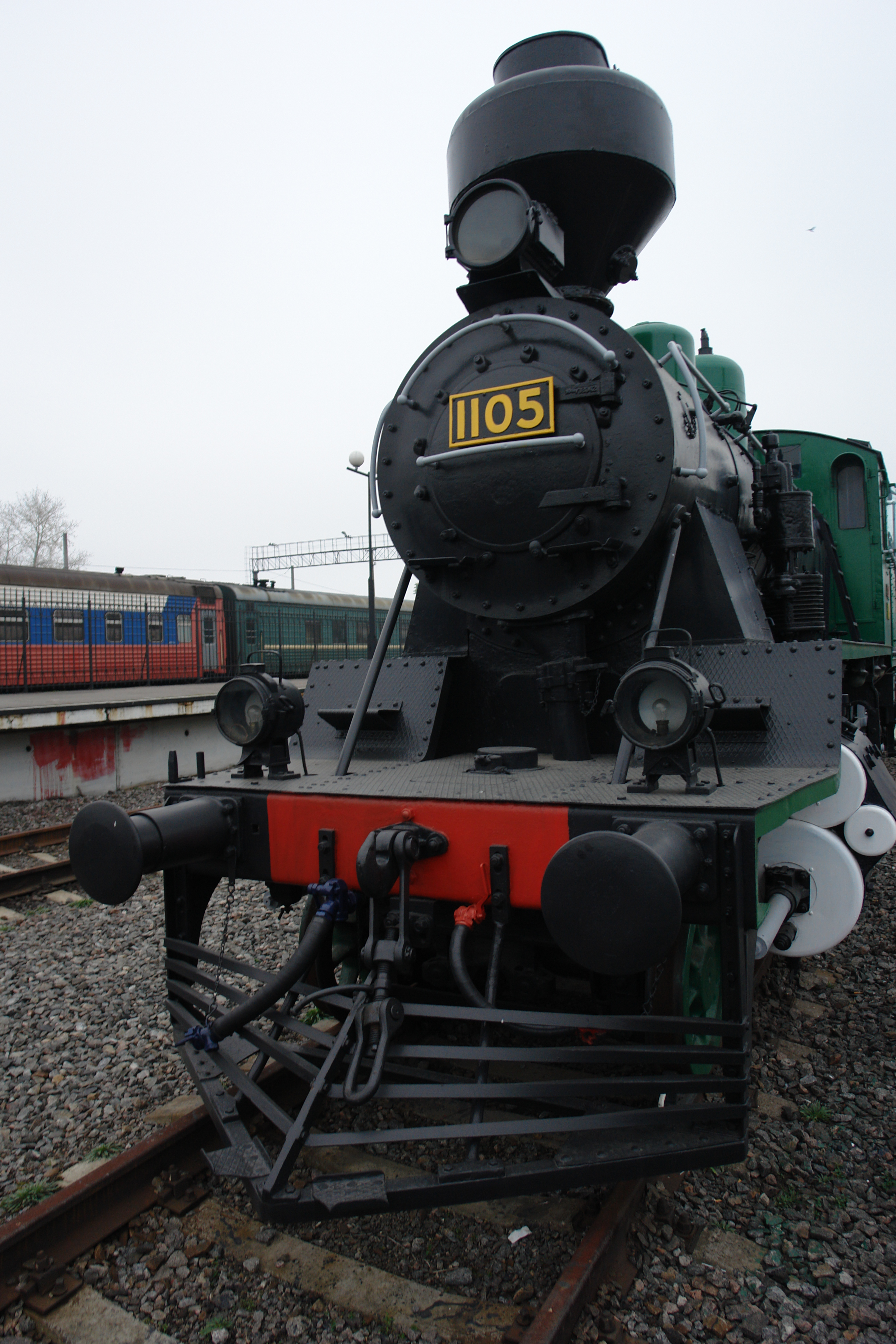
VR Class Tk3 1105 2-8-0
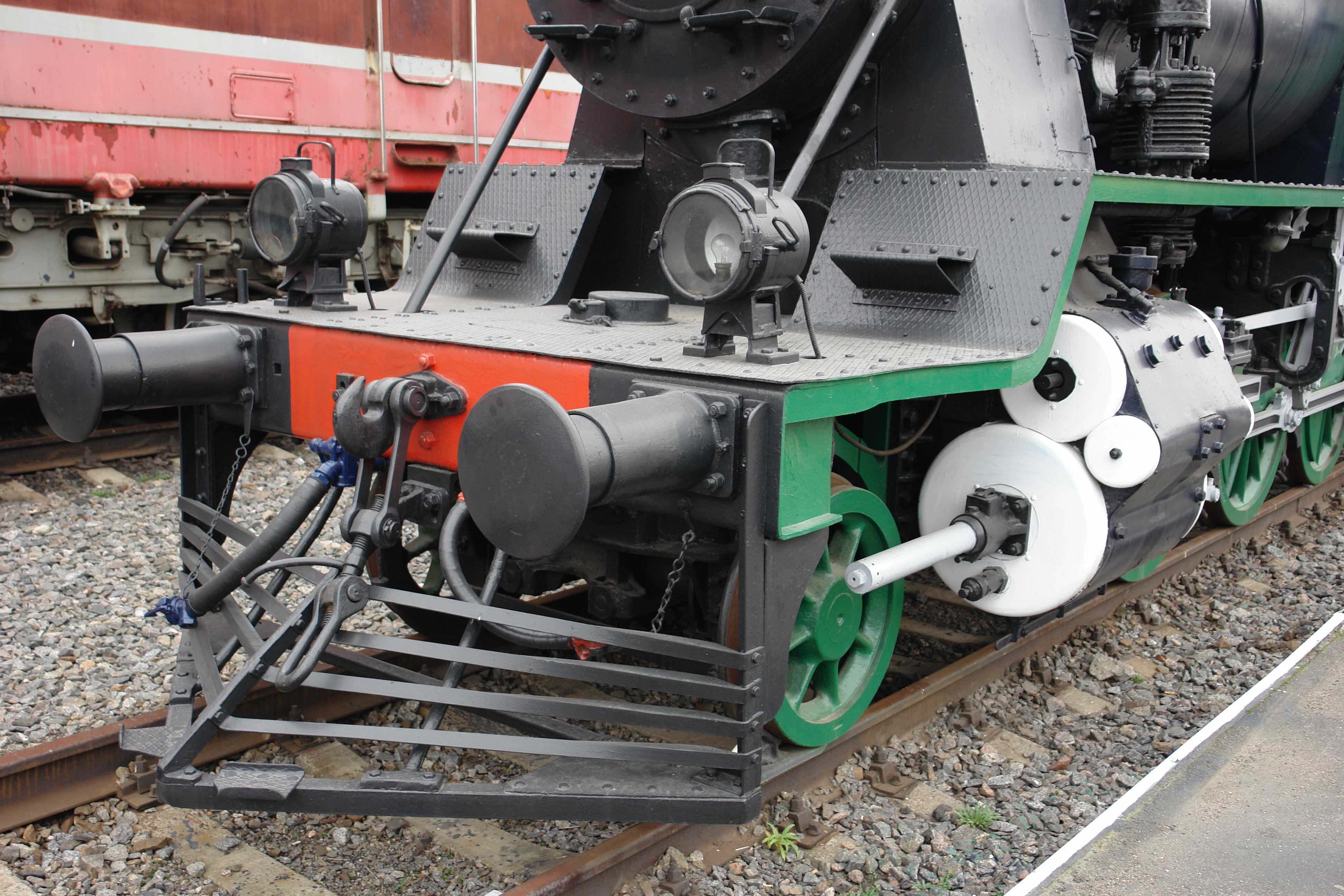
VR Class Tk3 1105 2-8-0
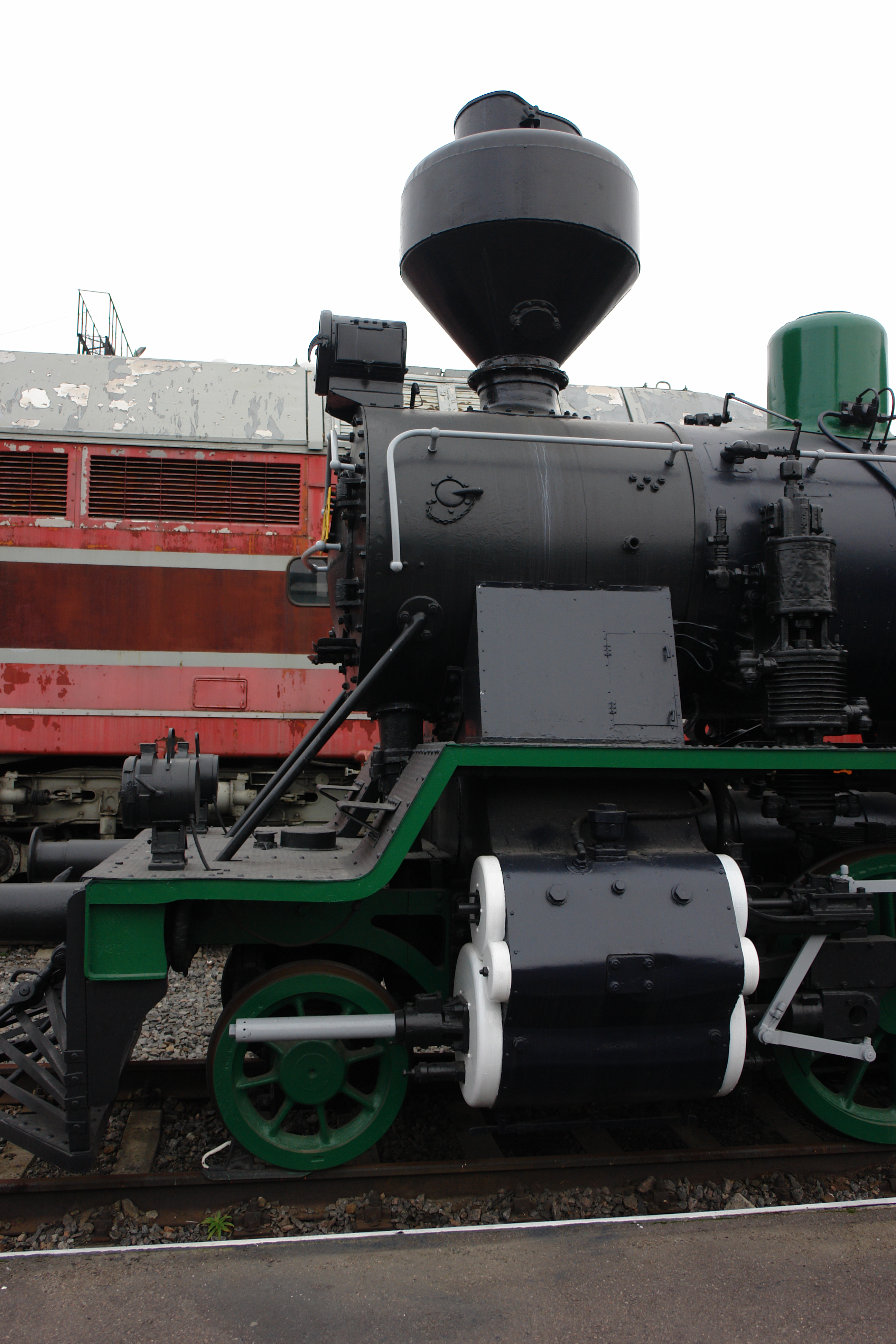
VR Class Tk3 1105 2-8-0
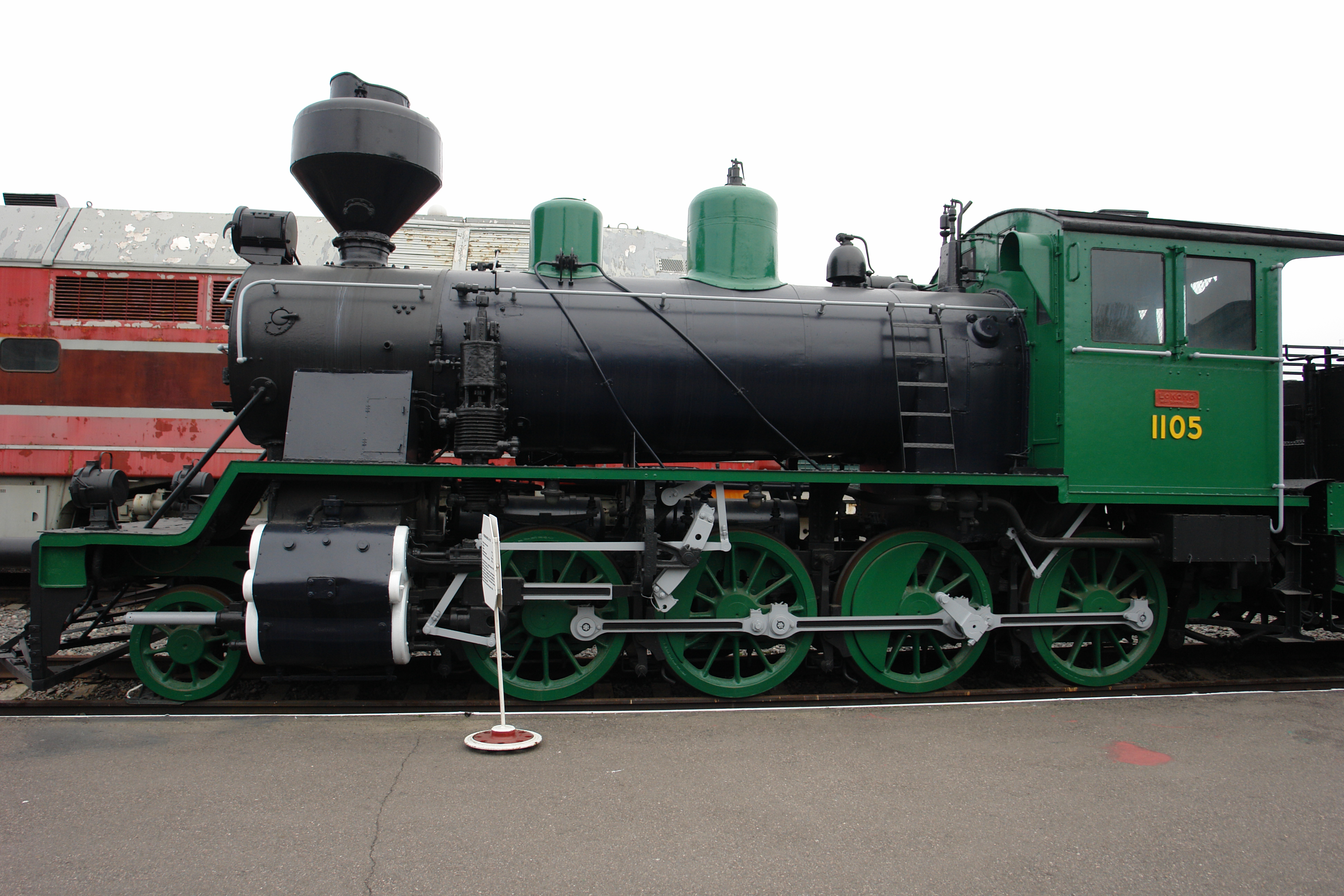
VR Class Tk3 1105 2-8-0
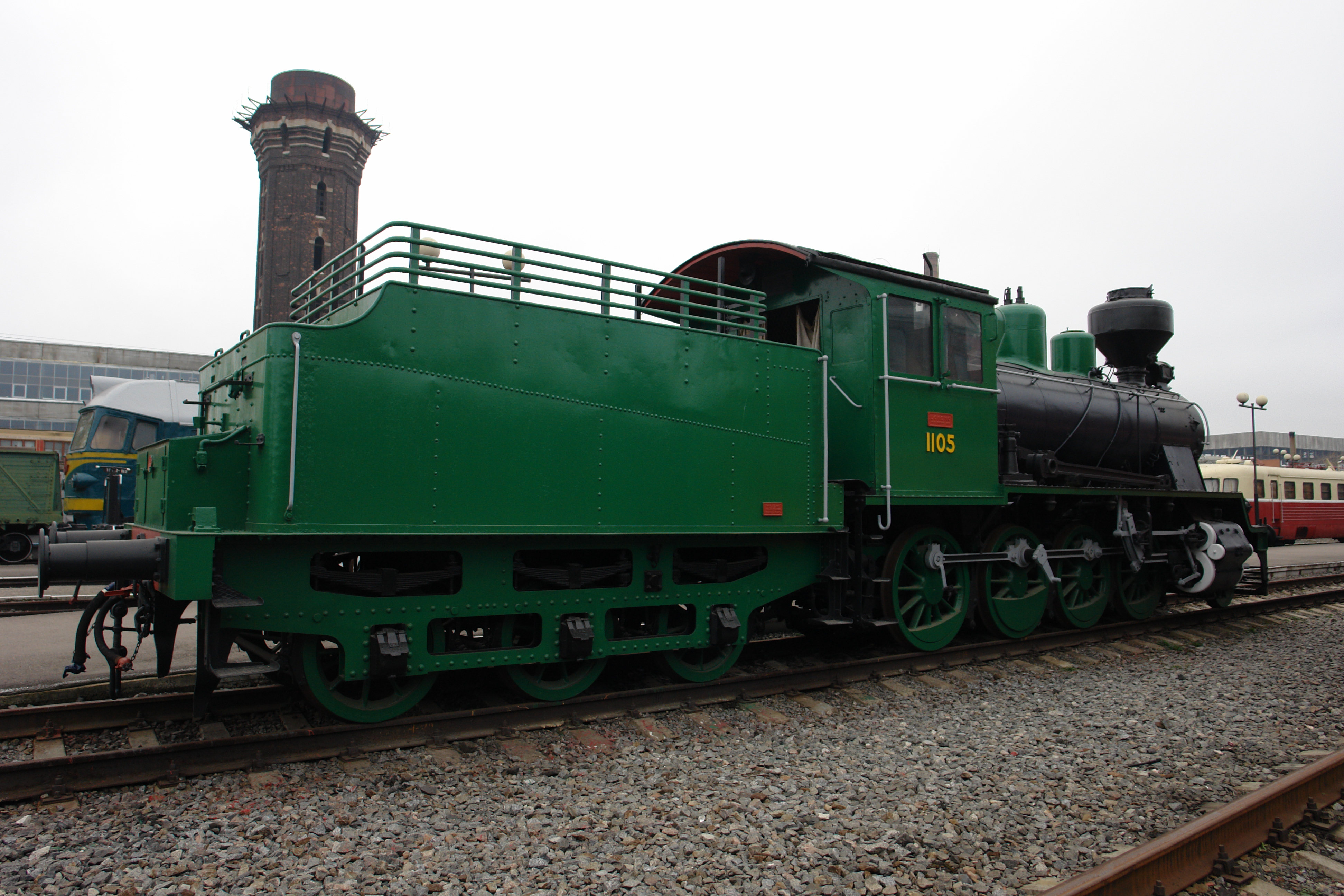
VR Class Tk3 1105 2-8-0
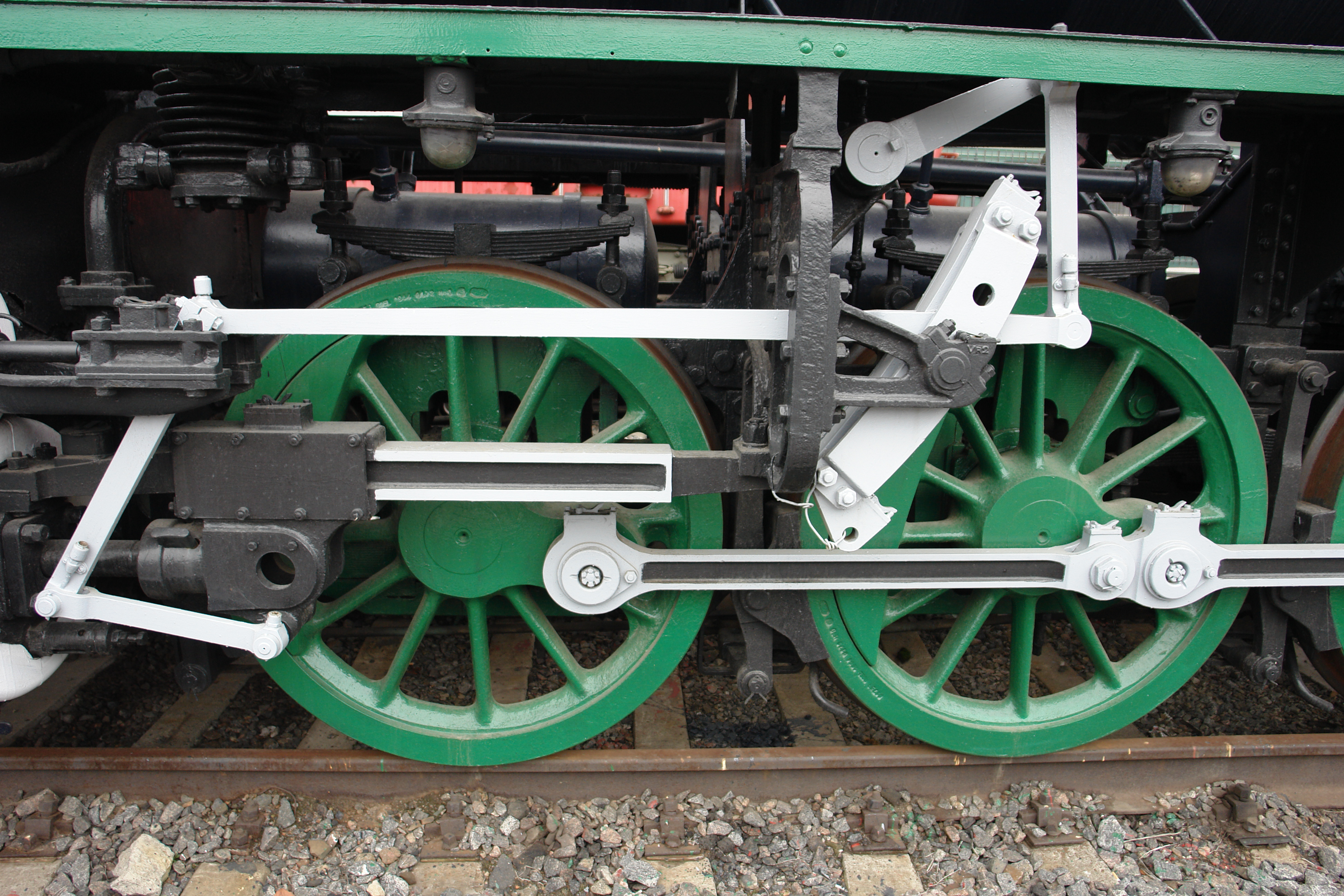
VR Class Tk3 1105 2-8-0
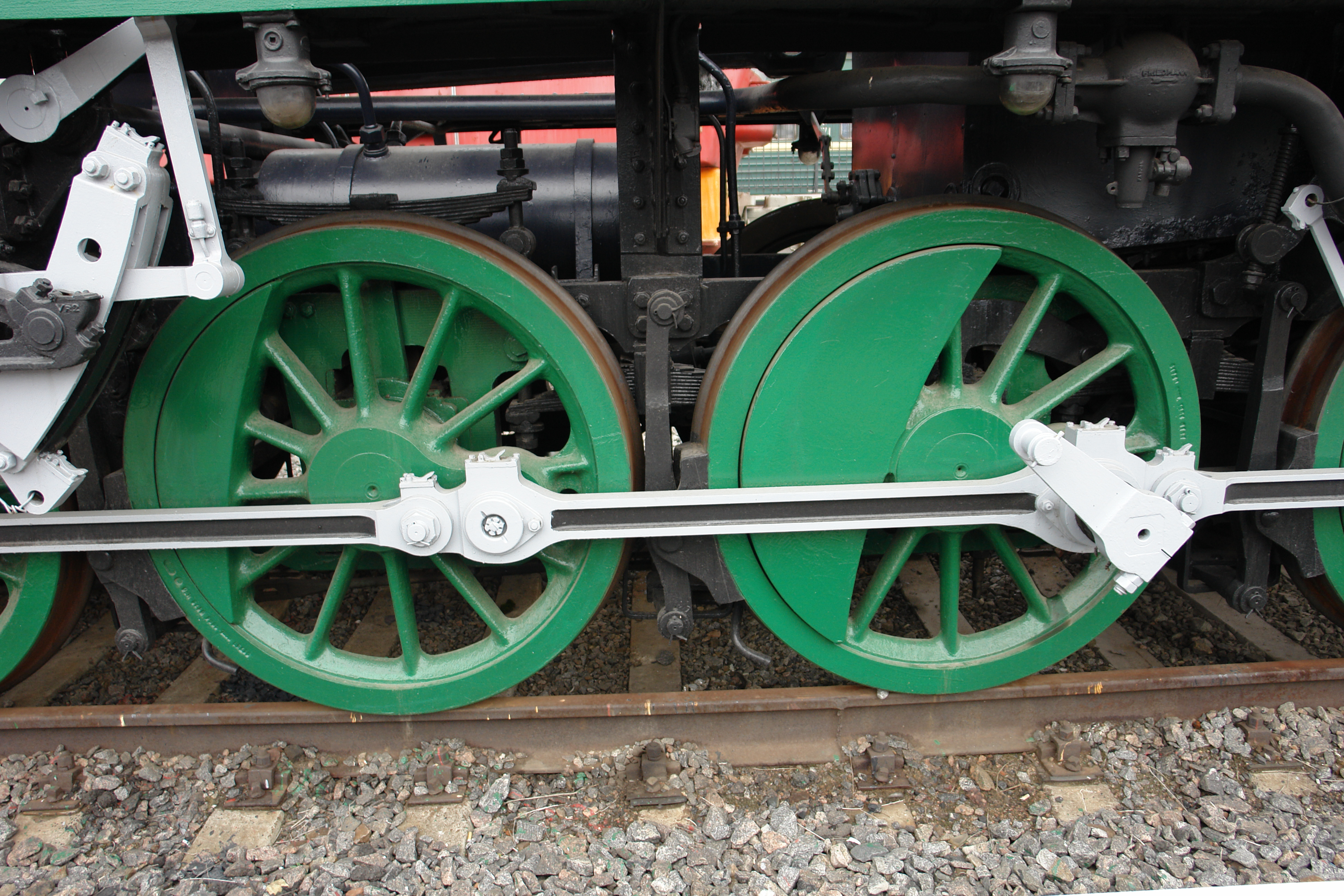
VR Class Tk3 1105 2-8-0
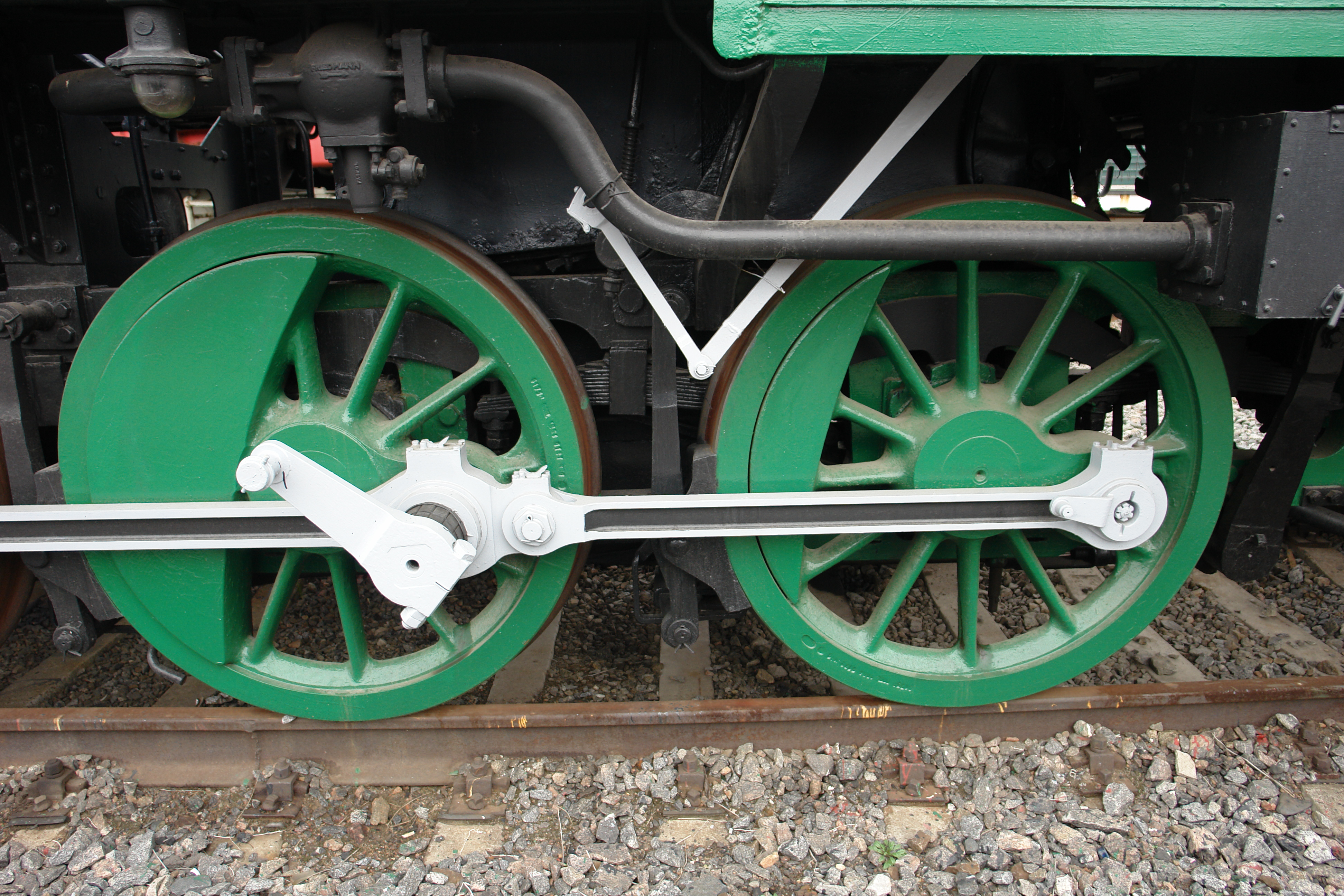
VR Class Tk3]1105 2-8-0
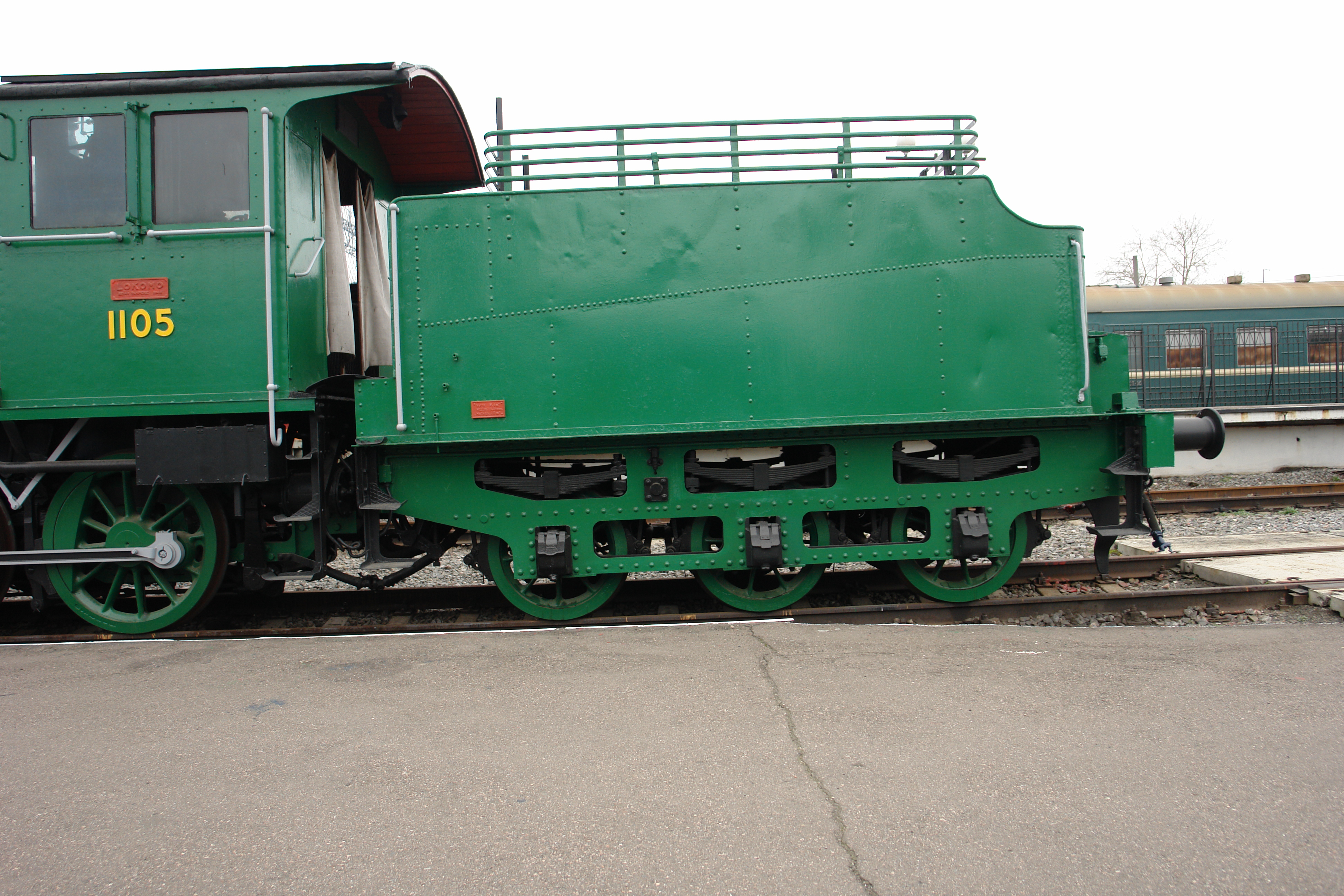
VR Class Tk3 1105 2-8-0
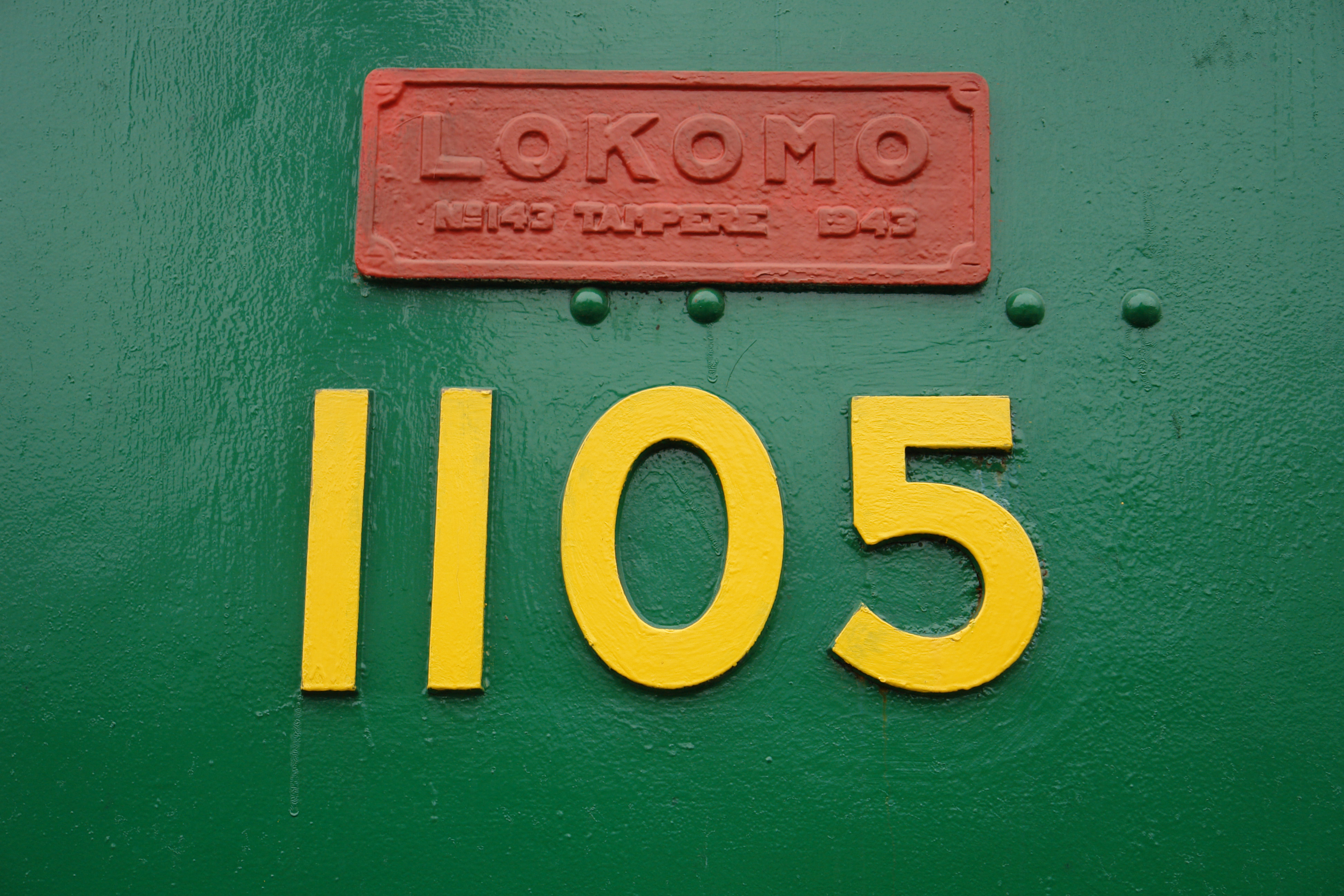
VR Class Tk3 1105 2-8-0
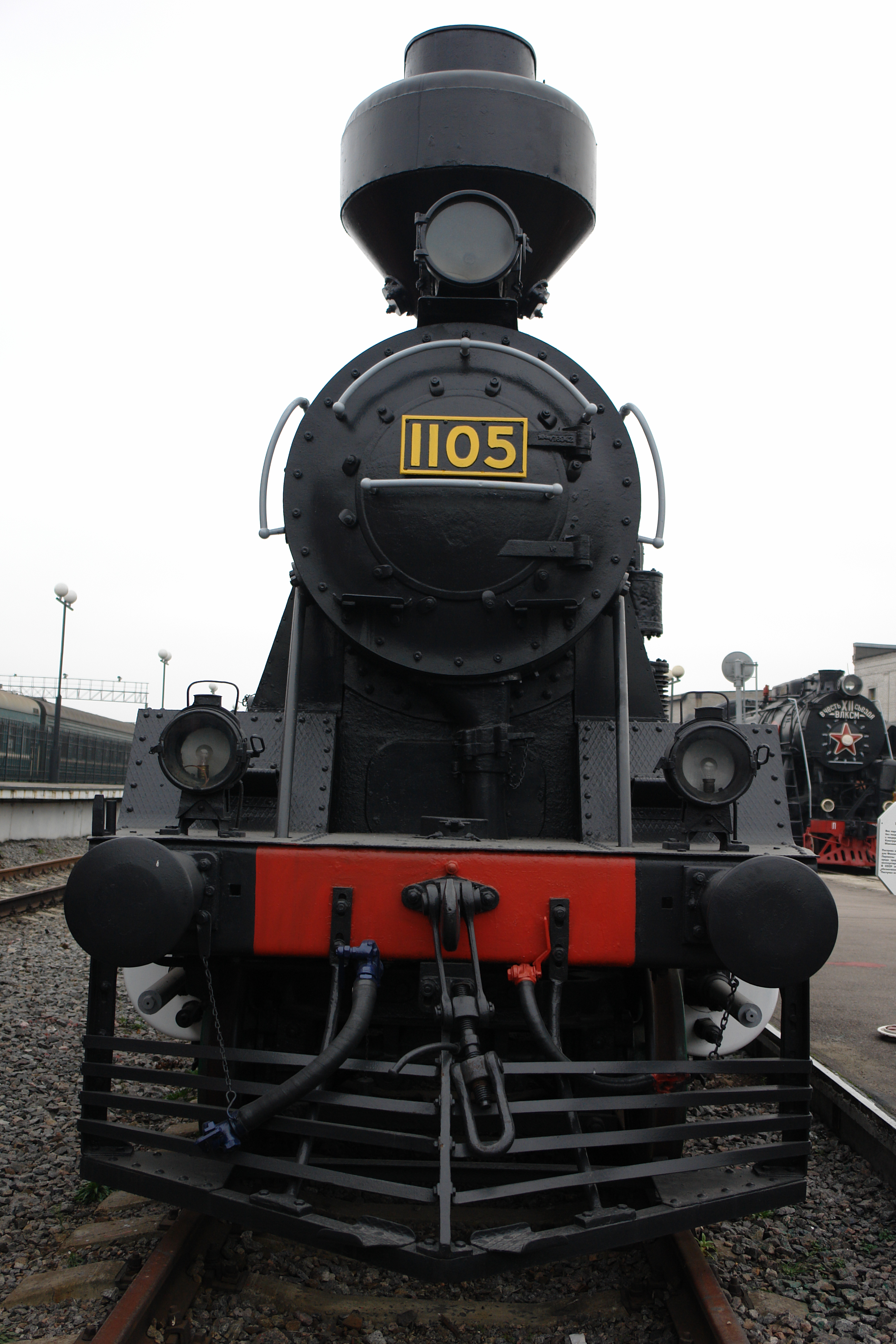
VR Class Tk3 1105 2-8-0